# Ракушечное месторождение
Ракушечное нефтегазоконденсатное месторождение находится в Каракиянском районе Мангыстауской области Республики Казахстан на шельфе Каспийского моря.
Ближайшими населённым пунктом является посёлок Курык. Севернее Ракушечного месторождения расположены Узень и Жетыбай, через которые проходит магистральный нефтепровод Узень.
В орографическом отношении район представляет собой слабовсхолмлённое плато, слегка наклонённое к югу; отметки рельефа от плюс 50. Южная часть месторождения расположена в акватории Каспийского моря.
Нефть Ракушечного месторождения отличается низким содержанием серы.
Ракушечное месторождение в настоящее время разрабатывается казахстанским ТОО Caspi Oil Gas совместно с малайзийской компанией Sumatec Resources. Договор о совместном использовании месторождения был заключён в 2012 году.